# Amis de la Constitution
Ne doit pas être confondu avec Association démocratique des amis de la Constitution ou Société des amis de la constitution.
Les Amis de la Constitution (en allemand : Freunde der Verfassung ; en italien: Amici della Costituzione ; en romanche Amitgs dalla Constituziun) sont un mouvement politique suisse fondé en juillet 2020.
Ils se veulent les gardiens des droits populaires.

## Orientations
Aux termes de l'art. 2 de leurs statuts, leur objectif est de défendre et renforcer « la position du [peuple] souverain dans la Constitution de la Confédération suisse ». Ils s'engagent, selon leur charte du 3 novembre 2020, « à œuvrer pour une Suisse libre, souveraine, juste, solidaire, humaniste et respectueuse de la vie ».
Mouvement citoyen anti-institutionnel « encore hétérogène », trouvant selon le politologue Oscar Mazzoleni « plus d'écho à droite qu'à gauche », ils cultivent « la souveraineté individuelle contre l'emprise de tous les pouvoirs » et dénoncent à des degrés divers l'État, la science et les médias,.

## Organisation
Ils sont constitués en association au sens de l'art. 60 du code civil suisse. Leur siège est à Berne, mais leur quartier général dans la banlieue de Soleure.
Ils indiquent en août 2021 compter 17 000 membres et plus d'une centaine de groupes régionaux et revendiquent en juin 2021 quelque 50 000 sympathisants,,. En janvier 2022, Heidi.news rapporte les chiffres de plus de cent groupes régionaux et 25 000 membres.

### Comité
Le comité est composé de :
- Marion Russek, coprésidente et trésorière ;
- Werner Boxler, coprésident, porte-parole pour la Suisse romande ;
- Sandro Meier, secrétaire et chef de campagne ;
- Michael Bubendorf, porte-parole pour la Suisse alémanique ;
- Markus Häni, responsable des campagnes et des lettres d'information ;
- Alec Gagneux, responsable des campagnes de rue ;
- Christina Rüdiger, responsable des groupes régionaux de la Suisse alémanique.

Invoquant une détérioration de la confiance mutuelle, l'ensemble du comité démissionne le 5 janvier 2022, avec effet aux nouvelles élections prévues fin février au plus tôt. Werner Boxler avait déjà démissionné la veille,,,.

## Activités
Le mouvement trouve son origine dans les petites manifestations organisées à partir du printemps 2020 contre les mesures prises pour lutter contre la pandémie de COVID-19. Le 31 mai 2020, ils fondent symboliquement leur association en se réunissant sur la prairie du Grütli. Elle voit officiellement le jour le 23 juillet 2020, date d'adoption des statuts.
Ils lancent le 6 octobre 2020 le référendum contre la loi COVID-19, récoltant 77 000 signatures, et soutiennent le référendum contre la loi antiterroriste, récoltant 55 000 signatures. La radio suisse alémanique les qualifie en janvier 2021 de « première force référendaire du pays »,,.
Dans la foulée des résultats (40 % de non), ils lancent un deuxième référendum éclair en juin 2021 contre cette même loi, dirigé contre le certificat sanitaire qu'ils dénoncent comme discriminatoire envers les personnes non vaccinées. Ils sont notamment soutenus dans la récolte de signatures par les Jeunes UDC,,,.